# Changing Channels
A Changing Channels az Odaát című televíziós sorozat ötödik évadának nyolcadik epizódja.

## Cselekmény
Dean és Sam az ohioi Wellingtonba érkeznek, ahol egy nő szerint a férjét maga a hihetetlen Hulk ölte meg, noha a jelek medvetámadásra utalnak. A helyszínen talált lyuk a falban, és a sok csokipapír – a fivérek egyből ráébrednek, hogy egy régi ismerőssel van dolguk: a Trükkössel. Sam úgy gondolja, hogy csak végső esetben kell megölniük, szerinte ugyanis még hasznát tudnák venni az angyal-démon háborúban, ha valahogy maguk mellé tudnák állítani, Dean azonban ezt hülyeségnek véli.
Mikor este befognak egy rendőrségi adást rádión, és egy rendőr erősítést kér valami leírhatatlan dolog ellen, a testvérek azonnal egy raktárhoz sietnek, ahonnan az adás jött. Miután beléptek az ajtón, egyik pillanatról a másikra egy kórházban találják magukat, fehér köpenyben, mint az igazi orvosok, ráadásul még úgy is szólítják őket. Dean pillanatokon belül rájön, hogy egy sorozatban, a Dr. Szexiben vannak, majd pedig feltűnik maga a főszereplő, Dr. Szexi, ám a fiú felfedi benne a Trükköst, ugyanis nem a jól megszokott cowboycsizma van a lábán. Dean és Sam a falhoz ragadják a lényt, aki a szokásos mosoly mellett felfedi, hogy ő adta le a CB-adást. Megpróbálnak beszélni vele, ám ő csak akkor hajlandó, ha a fiúk eltöltenek egy napot a világában, majd miután ezt közölte, eltűnik. Pár perccel később a kórház folyosóján egy férfi lép oda Deanhez, hogy arcátültetést kérjen a feleségének, amikor pedig az elutasítja, pisztolyt ránt, és hátba lövi Deant. A feladat Samre vár, hogy kioperálja bátyjából a golyót, amint pedig ezt sikeresen végrehajtotta, egy "Diótörő" nevű, japán vetélkedőbe csöppennek, ahol feltűnik Castiel is, ám mivel ő nem illik ide, pillanatok alatt kivarázsolják. Miután Sam nem válaszol a hozzá feltett kérdésre, és a lába közt lévő kar herén vágja, rájönnek, hogy játszaniuk kell a tévébeli szerepeket, csakis úgy élhetik túl a megpróbáltatásokat.
Több műsort is maguk mögött tudva, az egyikben ütött-kopottan ismét feltűnik Castiel, és mielőtt a Trükkös ismét elküldené, elárulja, szerinte a Trükkös szokatlanul erős, valami nincs rendben vele. Winchesterék kérdőre vonják fogva tartójukat, így az elmondja, azért teszi ezt velük, hogy a való világban is játsszák szerepüket, mindketten fogadják a porhüvelyükbe, akit kell, viszont állítása szerint, ő maga sem az angyalok, sem a démonok oldalán nem áll. A beszélgetés ismét sorozattá válik; Deanéknek nyomozókként kell helyt állniuk. A helyszínelés során kiszúrják a Trükköst, és egy karóval leszúrják, így látszólag minden helyre áll, Sam azonban beletranszformálódik az Impalába. Dean végül angyalcsapdát állít szent olajból, és csapdába ejti vele a Trükköst, így az beismeri, hogy ő valójában maga Gábriel arkangyal, aki azért hagyta ott a Mennyeket, mert nem bírta elviselni, hogy atyja és testvérei örökké harcoltak. Miután visszaváltoztatta Samet, mindannyian újra a raktárban találják magukat, ahová Deanék igyekeztek. Gábriel elmondja, már ősidők óta el volt rendelve, hogy Dean lesz Mihály, Sam pedig Lucifer hüvelye, hiszen Dean Mihályhoz hasonlóan, követte apja utasításait, míg Sam Luciferhez hasonlóan, megtagadta azokat.
Miután Gábriel visszahozta Castielt, az a fivérekkel távozik a helyszínről, előtte Dean még bekapcsolja a tűzriasztót, hogy az arkangyal is szabadon távozhasson a tűzből. Dean szerint ez az egész nem a Winchesterek sorsáról szól, hanem arról, hogy Gábriel túl gyáva ahhoz, hogy szembeszálljon fivéreivel...

## Természetfeletti lények

### Angyal
Az angyalok Isten katonái, aki időtlen idők óta védelmezik az emberiséget. Eme teremtményeknek hatalmas szárnyaik vannak, emberekkel azonban csak emberi testen keresztül képesek kapcsolatba lépni, ugyanis puszta látványuk nemcsak az emberek, de még a természetfeletti lények szemét is kiégetik, hangjuk pedig fülsiketítő. Isteni képességük folytán halhatatlanok.

## Időpontok és helyszínek
- 2009. vége – Wellington, Ohio

## Zenék
- Anya Marina – Move You
- Anya Marina – Not a Trough Street
- Renee Stahl – Something Real
- Knight Rider főcímdala
- The Who – Won't Get Fooled Again

## Külső hivatkozások
- Supernatural-Changing Channels az Internet Movie Database oldalon (angolul)